# کشاورزی بازسازنده
کشاورزی بازسازنده (همچنین به عنوان بازتولیدکننده، احیایی و یا بازسازی‌کننده شناخته می‌شود) یک رویکرد حفاظتی و ترمیمی در سیستم‌های غذایی و کشاورزی است که بر بازسازی خاک سطحی، افزایش تنوع زیستی، بهبود چرخه آب، تقویت خدمات اکوسیستمی، پشتیبانی از ذخیره‌سازی زیستی کربن، افزایش مقاومت در برابر تغییرات اقلیمی، و تقویت سلامت و پویایی خاک‌های کشاورزی تمرکز دارد.
کشاورزی بازسازی‌کننده به عنوان یک راهکار پایدار برای مقابله با تخریب خاک، تغییرات اقلیمی و کاهش تنوع زیستی مطرح شده است. این روش با بهره‌گیری از فرآیندهای طبیعی و بهبود سلامت خاک، می‌تواند به افزایش بهره‌وری کشاورزی و کاهش وابستگی به نهاده‌های شیمیایی کمک کند و در عین حال، باعث حفاظت از محیط زیست شود.

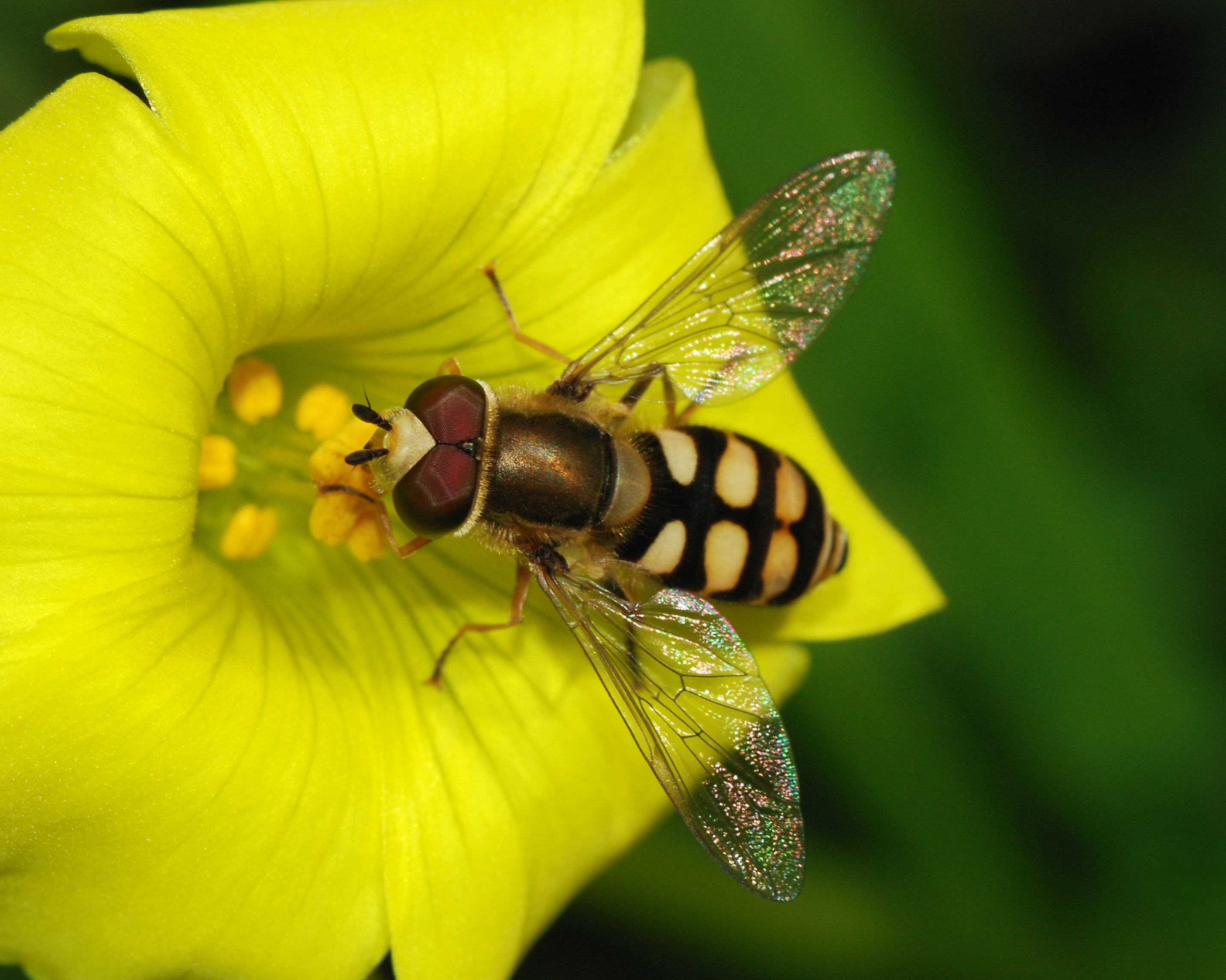
مگس گلزار در حال کار

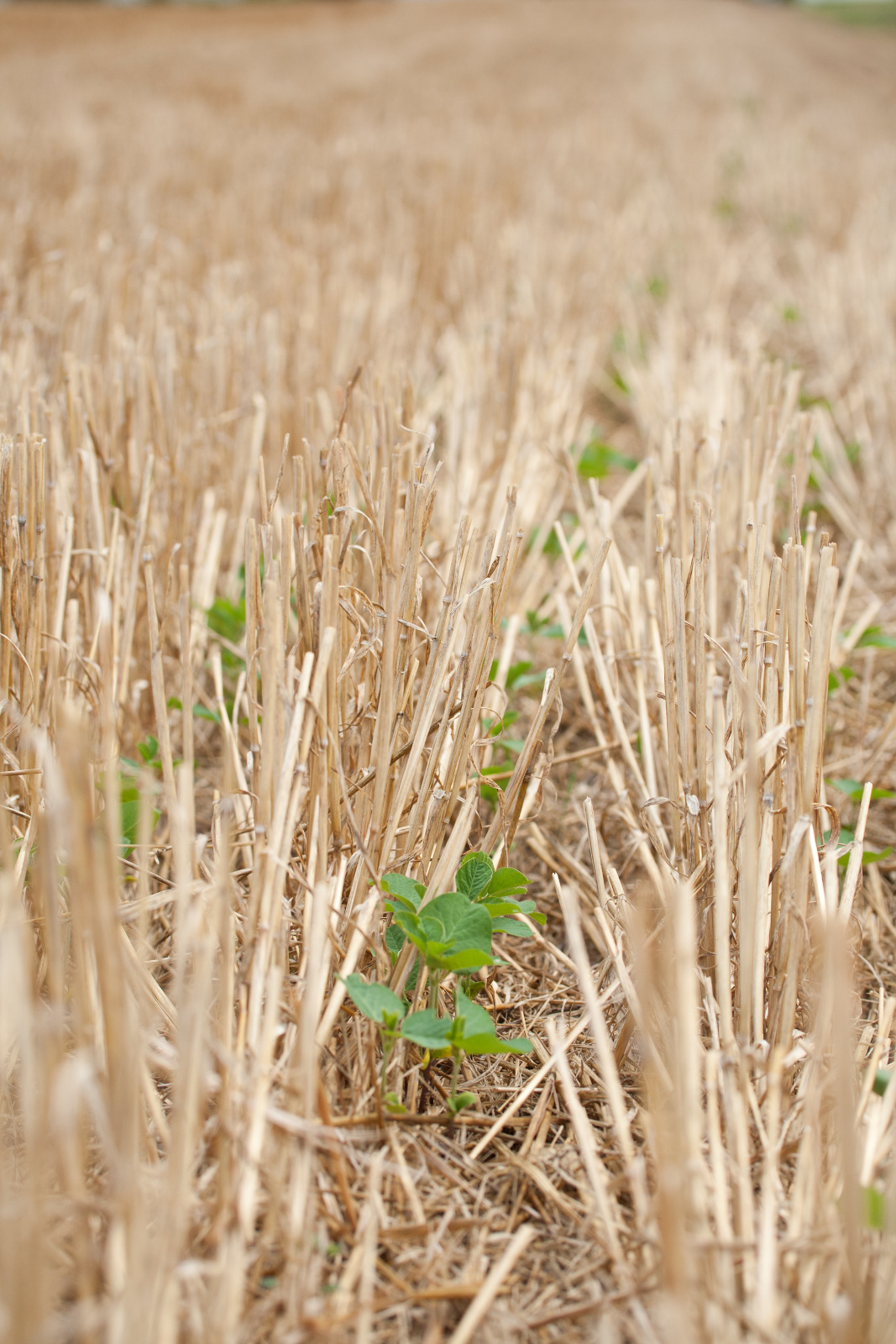
گیاهان سویا تازه کاشته شده از بقایای باقی مانده از برداشت قبلی گندم بیرون می‌آیند. این نشان دهنده تناوب زراعی و کاشت بدون خاک است.

## اصول و روش‌ها
کشاورزی بازسازی‌کننده یک روش خاص نیست بلکه ترکیبی از تکنیک‌های مختلف کشاورزی پایدار است. برخی از روش‌های مورد استفاده در این نوع کشاورزی عبارت‌اند از:
- کاهش شخم‌زنی خاک برای حفظ ساختار خاک و جلوگیری از فرسایش.
- استفاده از کودهای ارگانیک و کمپوست برای افزایش مواد آلی و فعالیت میکروبی خاک.
- چرخش زراعی برای حفظ حاصلخیزی خاک و کاهش وابستگی به کودهای شیمیایی.
- کشت پوششی جهت بهبود سلامت خاک و کاهش تبخیر آب.
- مدیریت چرای دام از طریق چراگاه‌های برنامه‌ریزی‌شده و متناوب برای کاهش فشار بر خاک.
- کشاورزی جنگلی که در آن درختان و گیاهان زراعی در یک سیستم یکپارچه کشت می‌شوند.
- مدیریت جامع مراتع برای جلوگیری از بیابان‌زایی و افزایش تولید علوفه.
- طراحی کلید خطی (Keyline Design) برای افزایش نفوذپذیری آب در خاک.
- حذف یا کاهش استفاده از مواد شیمیایی مانند علف‌کش‌ها و آفت‌کش‌ها.

## اثرات زیست‌محیطی

### ذخیره‌سازی کربن
یکی از فواید کشاورزی بازسازی‌کننده، کمک به کاهش تغییرات اقلیمی از طریق جذب دی‌اکسید کربن از جو و ذخیره آن در خاک است. روش‌هایی مانند کاهش شخم‌زنی، چرای کنترل‌شده، و استفاده از کودهای ارگانیک می‌توانند باعث افزایش ماده آلی خاک و جذب کربن شوند.

### چرخۀ مواد مغذی
کشاورزی بازسازی‌کننده بهبوددهندۀ چرخه مواد مغذی در خاک است. استفاده از کودهای طبیعی، کمپوست، و تنوع زیستی میکروبی در خاک می‌تواند به حفظ سطح مواد مغذی ضروری مانند نیتروژن، فسفر و پتاسیم کمک کند و وابستگی به کودهای شیمیایی را کاهش دهد.

### افزایش تنوع زیستی
سیستم‌های کشاورزی بازسازی‌کننده باعث حفظ و افزایش تنوع زیستی هم در سطح خاک و هم در اکوسیستم اطراف می‌شوند. روش‌هایی مانند کشت چندگونه‌ای و ایجاد زیستگاه برای حشرات مفید می‌توانند از کاهش تنوع زیستی ناشی از کشاورزی صنعتی جلوگیری کنند.

## تأثیر بر تولید و اقتصاد کشاورزی
بهبود سلامت خاک در کشاورزی بازسازی‌کننده می‌تواند سبب کاهش نیاز به نهاده‌های شیمیایی، کاهش هزینه‌های تولید، افزایش بهره‌وری محصولات و افزایش مقاومت کشاورزی در برابر تغییرات اقلیمی شود. کشاورزان با این روش‌ها می‌توانند عملکرد اقتصادی پایدارتری داشته باشند و از مزایای بلندمدت آن بهره‌مند شوند.

## تاریخچه و توسعه

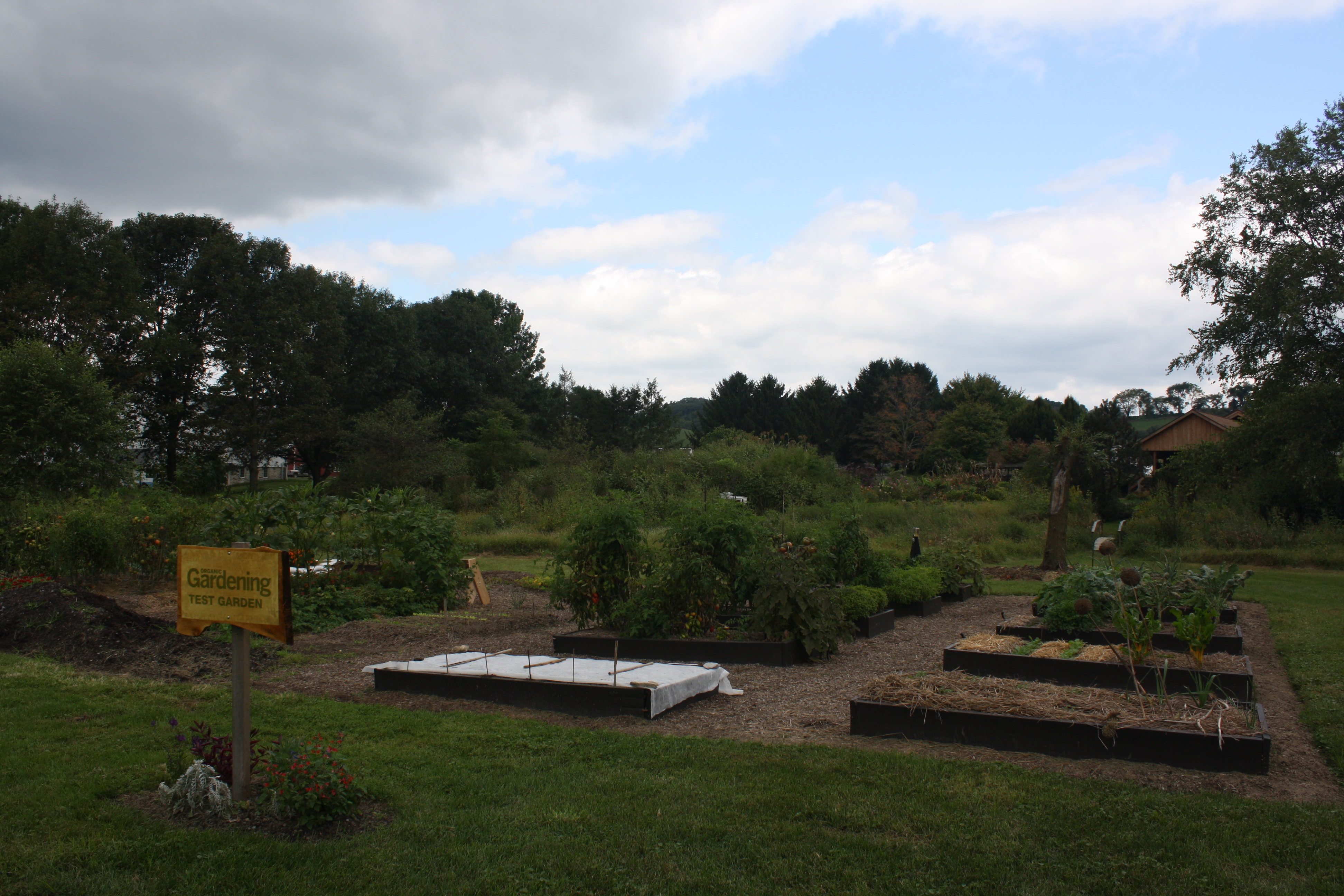
مؤسسه رودیل، باغ تست

مفهوم کشاورزی بازسازی‌کننده از ترکیب علوم کشاورزی و محیط‌زیست الهام گرفته شده است. در دهۀ ۱۹۸۰، مؤسسه «رودیل» (Rodale Institute) این اصطلاح را معرفی کرد و به توسعه تکنیک‌های مختلف آن پرداخت. از آن زمان تاکنون، این رویکرد در کشورهای مختلف جهان توسعه‌یافته و بسیاری از کشاورزان و سازمان‌ها به آن روی آورده‌اند.

## نمونه‌های جهانی از اجرای کشاورزی بازسازی‌کننده
- ایالات متحده: برنامه‌های حمایت مالی دولت برای کشاورزان جهت کاهش استفاده از شخم‌زنی و بهبود سلامت خاک.
- استرالیا: اجرای روش‌های ذخیره‌سازی آب و احیای زمین‌های کشاورزی از طریق چرای کنترل‌شده.
- هند: استفاده از سیستم‌های زراعی طبیعی و بدون نهاده‌های شیمیایی در برنامه «کشاورزی با بودجۀ صفر».
- برزیل: ترکیب کشاورزی و جنگلداری برای افزایش بهره‌وری و حفاظت از خاک.

## انتقادها و چالش‌ها
برخی از دانشمندان و پژوهشگران بر این باورند که برخی از ادعاهای مرتبط با کشاورزی بازسازی‌کننده ممکن است اغراق‌آمیز باشد و نیاز به پژوهش‌های بیشتر برای ارزیابی دقیق تأثیرات آن وجود دارد. علاوه بر این، پیاده‌سازی این روش‌ها در مقیاس بزرگ و برای تمامی کشاورزان ممکن است چالش‌برانگیز باشد.